# Vassar College Observatory
L'observatoire astronomique du Vassar College est situé à l'extrémité est de son campus de Poughkeepsie, État de New York. Sa construction ayant été terminée en 1865, c'est le premier édifice du campus, qui est même plus ancien que le bâtiment principal, avec lequel il partage le titre de National Historic Landmark.  L'observatoire est connu à cause de son association avec Maria Mitchell, la première femme astronome de renommée aux États-Unis.

## Directeurs
- Maria Mitchell (1865–1888)
- Mary W. Whitney (1888–1895)
- Caroline Furness (1895–1899?)

...
- Henry Albers (19??–1990)
- Fred Chromey (1990–présent)